# ابتهاج الياور
ابتهاج فخري الياور، عقيد مرور حقوقي عراقي متقاعد منذ عام 1991. وهو مقدم برنامج السلامة العامة في التلفاز العراقي منذ عام 1983 حتى عام 1998، ويعمل محامياً منذ عام 1991.
ولد ابتهاج الياور في الحلة، بابل عام 1946، ودرس فيها خلال المرحلة الابتدائية، ثم أكمل دراسته في الكوت. التحق بكلية الشرطة عام 1964 وتخرج منها عام 1967، حيث التحق بكلية الحقوق في جامعة بغداد وحصل على شهادة بكالوريوس قانون عام 1978. وهو عضو في نقابة المحامين العراقيين منذ عام 1991.
حصل الياور على دبلوم في قضايا المرور من دول أخرى مثل بلغاريا ويوغسلافيا وألمانيا. كما حصل على شهادة خبير في قضايا المرور من وزارة العدل. كما حصل على شهادة دورة الخبراء الثانية من الأدلة الجنائية (قسم التصوير الجنائي وحوادث المرور). وهو محاضر في أغلب جامعات بغداد في قضايا الشرطة والمرور.
شغل عدة مناصب في الشرطة العراقية ومديرية المرور العامة. منها: ضابط في أمرية قوة الشرطة السيارة في فوج احتياط البصرة، ومدير شرطة الخضر في المثنى، ومدير مرور المثنى بالوكالة، وضابط في شرطة بغداد/المأمون، ومدير الخطط والمتابعة في مديرية المرور العامة، آمر قاطع المرور الوسطى والكرادة الشرقية وبغداد الجديدة والكرخ الشمالي والكاظمية في بغداد.